# Ксифактин
Ксифактин (лат. Xiphactinus audax) — вид гигантских лучепёрых рыб из вымершего отряда ихтиодектообразных (Ichthyodectiformes), близкому к основанию ствола костистых рыб. Жили во времена верхнемеловой эпохи (100,5—70,6 млн лет назад).

## История изучения
Вид Xiphactinus audax описан Джозефом Лейди в 1870 году на основании фрагмента шипа грудного плавника, обнаруженного в меловых отложениях Канзаса. Следует отметить, что зубы этой рыбы Лейди ранее описал (из мела Нью-Джерси) как зубы морских рептилий. В 1871 году Э. Д. Коуп на основании более полных остатков (включая череп) описал из меловых отложений Канзаса рыбу Portheus molossus. Позже оказалось, что это синоним ксифактина. Название «портеус» до сих пор используется в старой литературе.

## Описание
Ксифактин — гигантская рыба, напоминавшая по очертаниям современных тарпонов. Длина тела достигала 6 метров и более. Известны многочисленные полные скелеты, самый крупный имеет длину более 5 метров. Большинство остатков происходит из отложений Внутреннего Мелового Моря в Канзасе. Возраст этих отложений соответствует началу верхнего мела («среднему» мелу — турон-сантон). Фрагментарные остатки описаны из Алабамы, Нью-Джерси, Джорджии и Айовы. В 2003 году остатки, вероятно, нового вида ксифактина обнаружены в Чехии. Есть упоминания о находках в Ирландии, Австралии и Поволжье.
У ксифактина очень мощные челюсти, усаженные огромными клыкообразными зубами, нижняя челюсть массивная, из-за чего рыбу прозвали «рыбой-бульдогом». Плавники длинные, узкие. Грудные плавники несут мощный эмалевый шип по переднему краю. Длина этого шипа доходила до 1 метра. Старые авторы считали, что рыба могла использовать его как оружие. Тело было покрыто довольно крупной чешуей. По образу жизни это был пелагический хищник. По-видимому, он часто глотал свою добычу целиком: известно несколько скелетов ксифактинов со скелетами более мелких (но больше метра в длину!) рыб внутри. Знаменитая «рыба в рыбе» — скелет ксифактина длиной более 4 метров, внутри которого находится скелет другого ихтиодектида Gillicus arcuatus. Скелет выставлен в музее Штернберга в Канзасе. Эта уникальная находка была сделана Дж. Штернбергом в 1952 году в Смоки-Хилл, в Канзасе. Судя по всему, хищник проглотил свою жертву целиком и практически сразу погиб (возможно, именно в результате своей жадности). Внутри скелетов ксифактинов находили и остатки акул-кретоксирин. Известен образец ксифактина, в челюстях которого был обнаружен детеныш мозазавра неопределенного вида. С другой стороны, кости ксифактинов находили в содержимом желудка крупных мозазавров — тилозавров, а на костях небольших особей этой рыбы обнаружены следы от зубов акул (в том числе зуб, застрявший в кости).
О размножении ксифактина ничего не известно — самый мелкий экземпляр, известный по фрагментам челюсти, достигал 30 см в длину.
Вероятно, этот вид исчез еще до конца мелового периода, когда Внутреннее Море Канзаса практически высохло.

## В культуре
Ксифактин представлен в фильмах «Прогулки с морскими чудовищами», «Морские чудовища — доисторическое приключение» и «Невероятный мир динозавров».